# Нильссон, Леннарт
Леннарт Нильссон (швед. Lennart Nilsson; 24 августа 1922, Стренгнес, Швеция — 28 февраля 2017, Стокгольм, Швеция) — шведский фотограф и ученый.

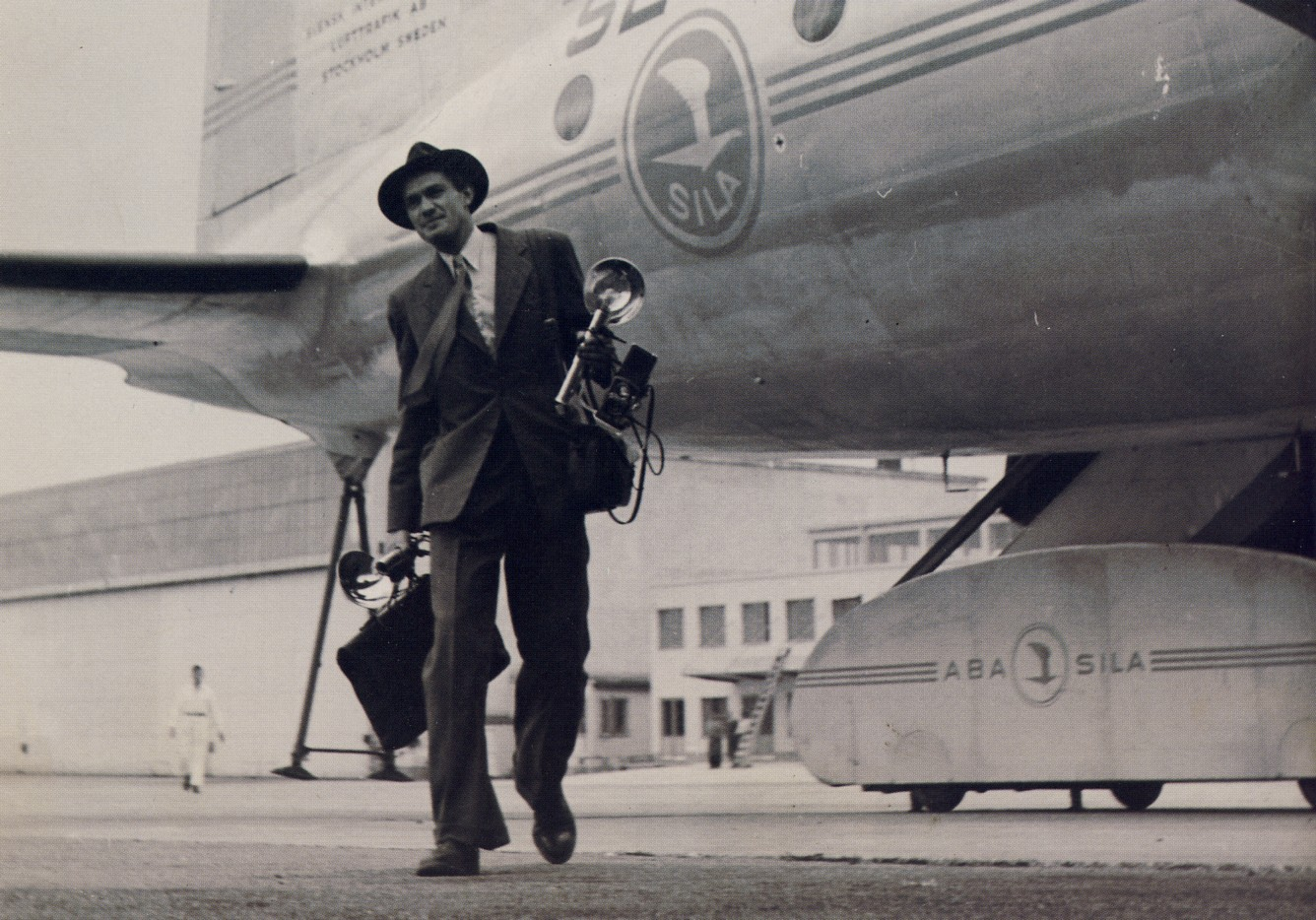
Фотожурналист Леннарт Нильссон в 1946 году в аэропорту Бромма, Стокгольм

## Биография
Его отец и дядя были фотографами. В возрасте двенадцати лет получил от отца свою первую камеру. В возрасте пятнадцати лет после просмотра документального фильма о Луи Пастере увлекся микроскопией. Через несколько лет приобрел микроскоп и делал микрофотографии насекомых.
Сделал фотосерию окружающей среды с камерой Icoflex Zeiss, также создал фотопортреты многих известных шведов.
Начал свою профессиональную карьеру в середине 1940-х годов в качестве внештатного фотографа, часто работая с издателем Åhlen & Åkerlund из Стокгольма. Одно из его ранних заданий было связана с событиями окончания Второй мировой войны — освобождения Норвегии в 1945 году. Некоторые его ранние фоторепортажи, в частности «Акушерка в Лапландии» (1945), «Охота на полярных медведях в Шпицбергене» (1947) и «Рыбаки на реке Конго» (1948), привлекли к себе международное внимание после публикации в изданиях «Жизнь, Иллюстрированный», «Изображение» и в другом месте.
В 1954 году 87 его портретов известных шведов были размещены в книге «Швеция в профиле», подборка ранних работ появилась в книге «Репортаж» (1955). Кадры из фотосессии Шведской армии спасения были опубликованы в нескольких журналах и в его книге «Аллилуйя» (Hallelujah). (1963).
В середине 1950-х годов он начал экспериментировать с новыми фотографическими методами, чтобы сделать снимки с крупным планом. Эти достижения в сочетании с очень тонкими эндоскопами, которые стали доступны в середине 1960-х годов, позволили ему сделать потрясающие фотографии живых кровеносных сосудов человека и полостей тела. Достиг международной славы в 1965 году, когда его фотографии начала человеческой жизни появились на обложке и на шестнадцати страницах журнала Life. Они также были опубликованы в Stern, Paris Match, The Sunday Times и в других местах. Фотографии составили часть книги «Ребенок родился» (1965); изображения из книги были воспроизведены в издании «Жизнь» от 30 апреля 1965 года, в котором за первые четыре дня после публикации было продано восемь миллионов экземпляров. Некоторые из фотографий с этого позже были включены на проект Вояджер.
В интервью, опубликованном PBS, Нильссон объяснил, как он получил фотографии живых плодов во время медицинских процедур, включая лапароскопию и амниоцентез, и рассказал, как он смог осветить внутреннюю часть матки матери. Описывая съемку, которая произошла во время хирургической процедуры в Гётеборге, он заявил: "Плод двигался, не сильно сосал большой палец, но он двигался, и вы могли видеть все — сердцебиение и пуповину и так далее. Это было очень красиво, очень красиво! « Фотограф также признал получение эмбрионов человека из женских клиник в Швеции. Кембриджский университет утверждает, что» Нильссон фактически фотографировал материал абортов … работа с мертвыми эмбрионами позволила Нильссону экспериментировать с освещением, фоном и позициями, например, поместить большой палец в рот плода. Но происхождение картин редко упоминалось даже активистами антиаборта, которые в 1970-х годах присваивали эти значки ". Однако сам Нильссон предложил дополнительные объяснения источникам своих фотографий в других интервью, заявив, что он иногда использовал эмбрионы которые были выкинуты из-за внематочной или эктопической беременности.
В 1969 году он начал использовать сканирующий электронный микроскоп по назначению Life, чтобы изобразить функции тела. Ему, как правило, приписывают первые изображения вируса иммунодефицита человека, а в 2003 году он взял первый образ вируса SARS.
Примерно в 1970 году он присоединился к персоналу Каролинского института. Также принимал участие в создании документальных фильмов, в том числе «Жизни Сага» (1982) и «Чудо жизни» (1996).

## Награды и отличия
Нильссон стал членом Шведского медицинского общества в 1969 году, получил почетную докторскую степень по медицине из Каролинского института в 1976 году, почетный доктор философии из Брауншвейгский технический университет в Германии в 2002 году и почетный доктор философии из Линчёпингский университет в Швеция в 2003 году. Он выиграл премию шведской академии «Северные авторы», первую Премия «Хассельблад» в области фотографии (1980 год), Золотую медаль Королевской шведской академии инженерных наук в 1989 году, а в 2002 году получил 12-ю презентацию Шведское правительство Иллис Кворум. Его документальные фильмы были удостоены премий «Эмми» в 1982 и 1996 годах. Он был награждён медалью «Достижение Королевского фотографического общества» в 1993 году в знак признания любого изобретения, исследований, публикаций или другого вклада, что привело к значительному продвижению в научном или технологическом развитии фотографии.
Работа Нильсона находится на выставке во многих местах, включая Британский музей в Лондоне, Музей искусств Токио Фудзи и Современный музей в Стокгольме.
С 1998 года премия Леннарта Нильсона ежегодно вручается на церемонии закладки Каролинского института. Это дается в знак признания необычайной фотографии науки и спонсируется Фондом Леннарта Нильсона.

## Труды
Книги
- 1959 Myror (Муравьи)
- 1959 Liv i hav (Жизнь в океане)
- 1963 Halleluja, en bok om frälsningsarmén (Аллилуйя, книга о Армии Спасения)
- 1965, 1976, 1990, 2003 Ett barn blir till (Ребёнок родился)
- 1973 Se människan
- 1975 Så blev du till (Как вы были сделаны)
- 1982 Vårt inre i närbild
- 1984 Nära naturen. En upptäcktsfärd i naturens mikrokosmos (Близко к природе: исследование микрокосм природы)
- 1986 I mammas mage (Рождаются)
- 1993 Vi ska få ett syskon (Мы становимся братьями и сестрами)
- 2002 Hans livs bilder (Изображения Его Жизни)
- 2006 Life